# 鐵橋谷博物館

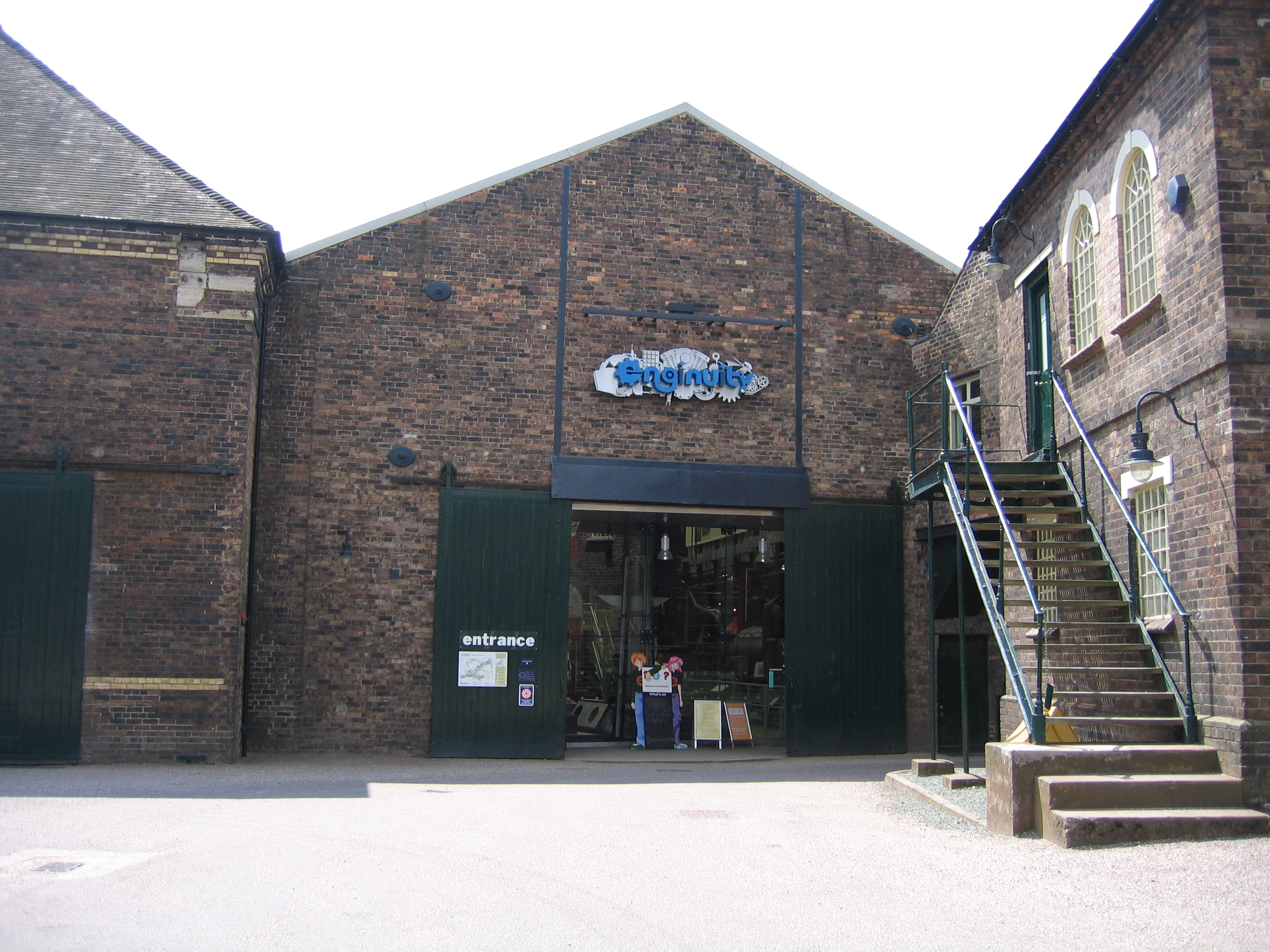
引擎動力館的入口

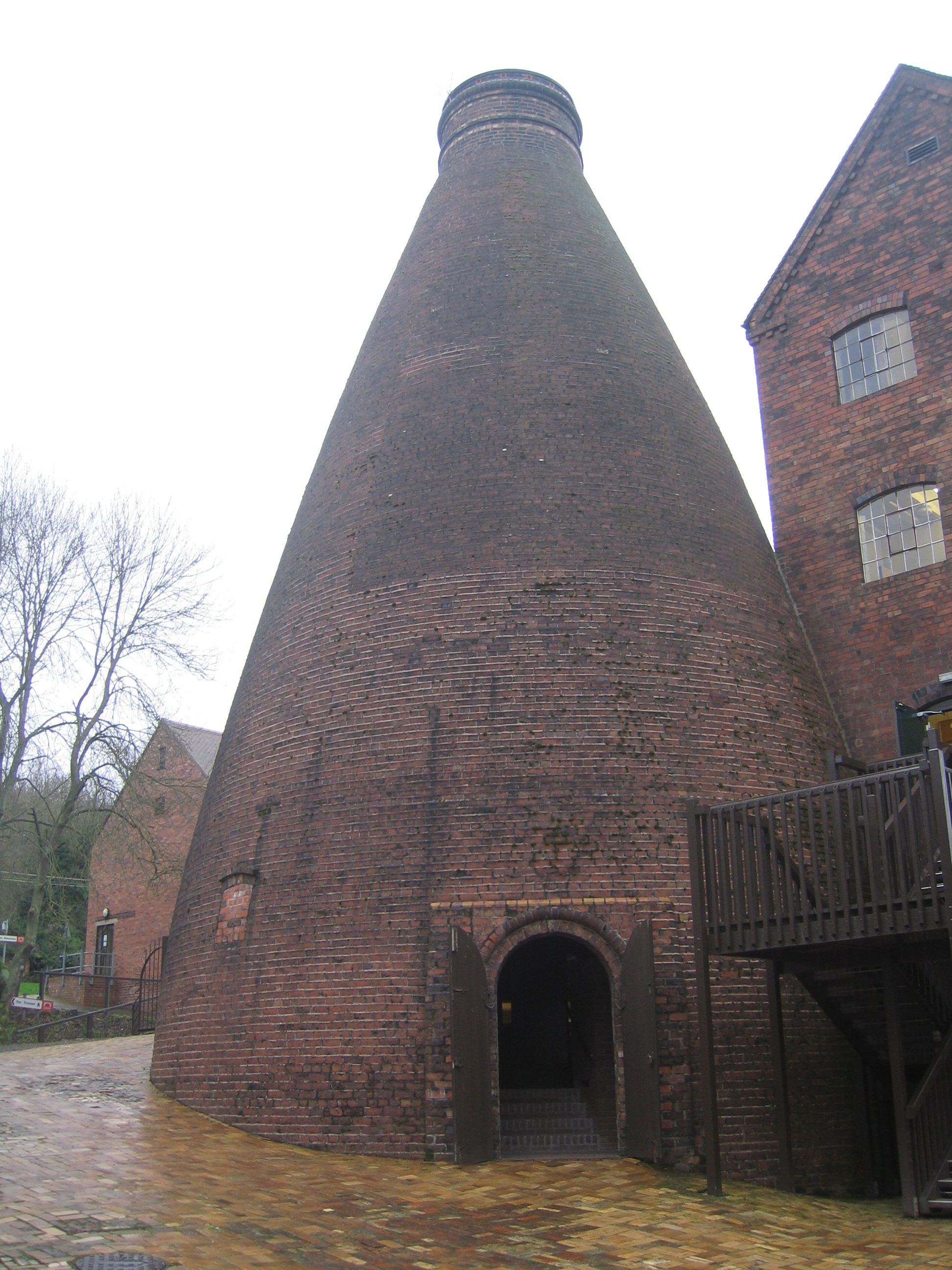
科爾波特瓷器博物館的大型窯爐之一

鐵橋谷博物館（英語：Ironbridge Gorge Museum Trust）是以英格蘭施洛普郡鐵橋谷為根據地的工業遺產生態博物館，旗下營運10間博物館並管理數個史蹟。
咸信鐵橋谷為工業革命的誕生地，谷地中亦保有許多對工業史意義重大的聚落，包括塞文河沿岸的鐵橋鎮、柯爾波特、傑克菲爾德、庫爾布魯克戴爾及布羅斯利。1986年，該地成為英國首個被聯合國教科文組織認定的世界文化遺產。

## 博物館
鐵橋谷博物館10間由公益信託營運的館舍分別是：
1. 谷布里茨山维多利亞鎮（英语：Blists Hill Victorian Town），包括海伊斜面升船機（英语：Hay Inclined Plane）
2. 布魯斯禮管製品博物館（英语：Broseley Pipeworks）
3. 庫爾布魯克戴爾鋼鐵博物館（英语：Coalbrookdale Museum of Iron）
4. 科爾波特瓷器博物館（英语：Coalport China Museum）
5. 焦油隧道（英语：Tar Tunnel）
6. 達比宅邸（英语：Darby Houses）
7. 引擎動力館（英语：Enginuity）
8. 鐵橋及收費站（英语：The Iron Bridge）
9. 傑克菲爾德瓷磚博物館（英语：Jackfield Tile Museum）
10. 谷博物館（英语：Museum of the Gorge, Ironbridge）

## 外部連結
- 鐵橋谷博物館 （页面存档备份，存于）

52°38′20″N 2°29′35″W / 52.639°N 2.493°W